# Mustajärvi (sjö i Nyslott, Södra Savolax)
Mustajärvi är en sjö i kommunen Nyslott i landskapet Södra Savolax i Finland. Sjön ligger 90,8 meter över havet. Arean är 57 hektar och strandlinjen är 5,25 kilometer lång. Sjön  ingår i Vuoksens huvudavrinningsområde.   Den ligger omkring 110 kilometer öster om S:t Michel och omkring 290 kilometer nordöst om Helsingfors. 
Mustajärvi ligger norr om Valkia. 